# Parque nacional de Thale Ban
El Parque nacional de Thale Ban (en tailandés, ทะเลบัน) es un área protegida en la provincia de Satun, en el sur de Tailandia. Tiene una superficie de 196 kilómetros cuadrados. Fue declarado en 1980, siendo el 25.º del país.
El nombre del parque procede de un pantano llamado "Thale Ban". En su parte norte limita con el santuario de animales de Ton Nga Chang y el límite meridional de la frontera con Malasia. La máxima altitud es el pico Khao Chin con 756 m s. n. m.